# Дурасово (Московская область)
Дурасово — деревня в Клинском районе Московской области, в составе Воздвиженского сельского поселению. Население — 1 чел. (2010). До 2006 года Дурасово входило в состав Воздвиженского сельского округа.
Деревня расположена в северо-западной части района, примерно в 30 км к западу от райцентра Клин, на правом берегу реки Яузы, высота центра над уровнем моря — 130 м. Ближайшие населённые пункты — примыкающее на севере Степанцево, Высоково на северо-востоке и Овсянниково на юго-западе.

## Население
| 2002 | 2006 | 2010 |
| ---- | ---- | ---- |
| 1    | ↘0   | ↗1   |